# 北長瀬駅

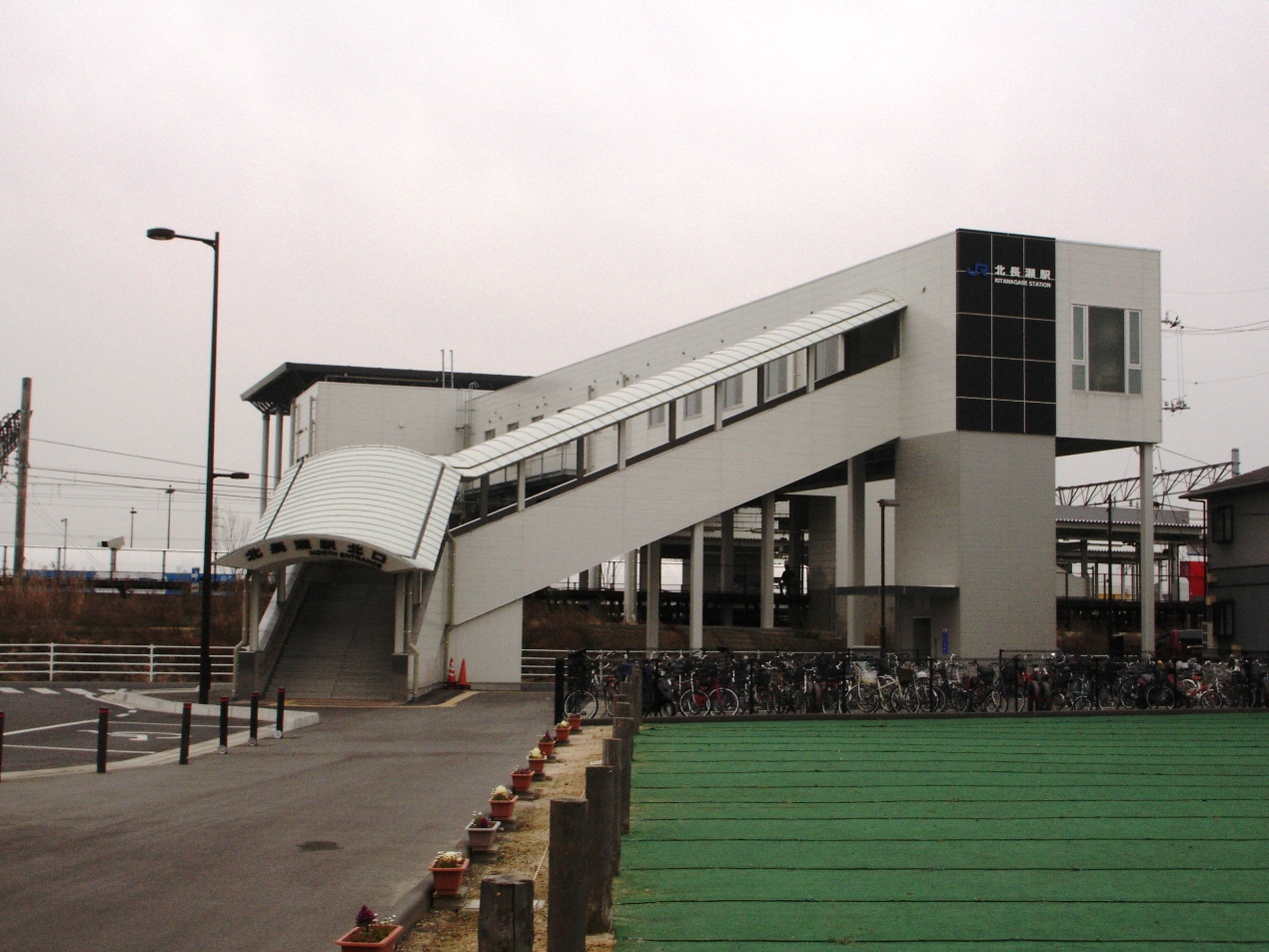
北口（2007年3月）

北長瀬駅（きたながせえき）は、岡山県岡山市北区北長瀬表町二丁目にある、西日本旅客鉄道（JR西日本）山陽本線の駅である。
線路名称上は山陽本線単独駅であるが、運転系統上伯備線の列車も乗り入れる。駅番号は山陽本線がJR-W02、伯備線がJR-V02。

## 歴史
2005年（平成17年）10月1日、晴れの国おかやま国体に合わせ、旧・岡山操車場跡地に開業。駅前には操車場があったことを示す「岡山操車場跡之碑」がある。1997年7月18日から2008年12月31日まで倉敷駅駅前（北口）で営業していたチボリ公園は当初この地に建設され、駅もそれに合わせ建設される予定であった。

### 年表

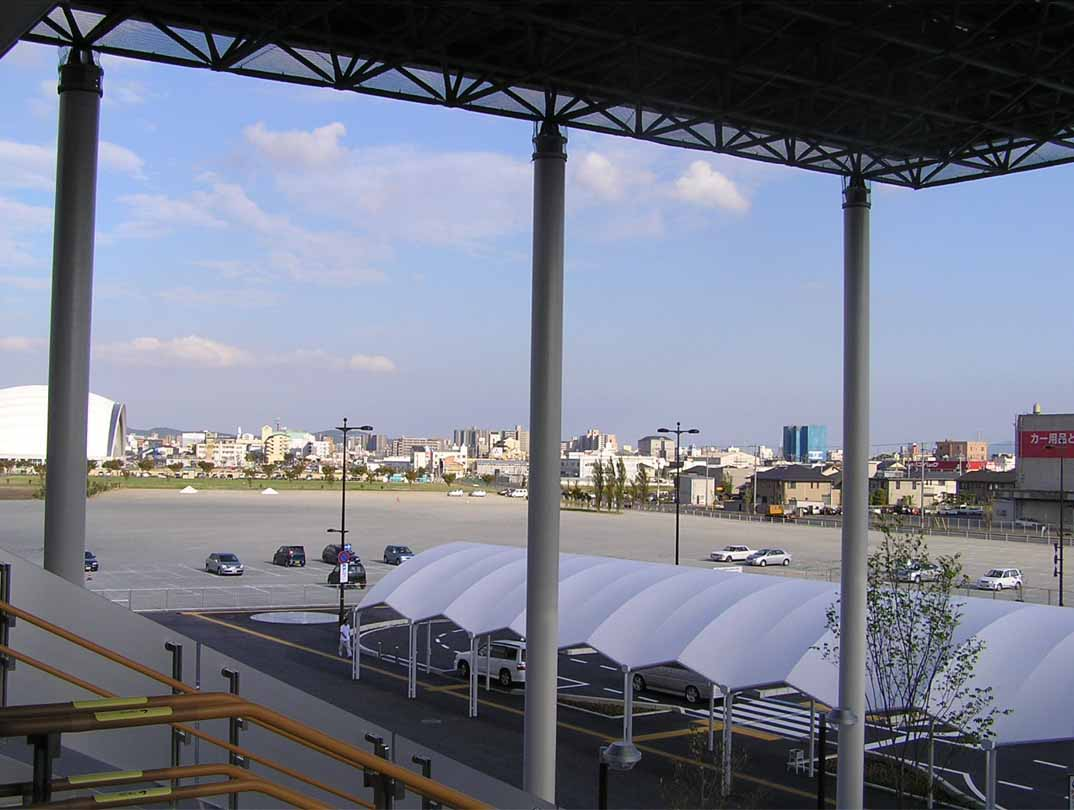
開業間も無い頃、南口より東方向を遠望（2005年10月）

- 2005年（平成17年）10月1日：山陽本線西岡山駅（現・岡山貨物ターミナル駅） - 庭瀬駅間に新設。
- 2007年（平成19年）
  - 5月24日：簡易自動改札機導入。
  - 9月1日：ICカード「ICOCA」が利用可能となる。
- 2011年（平成23年）9月25日：自動改札機がフルタイプ（フラップドア付）のものに変更されると共に自動精算機新設。
- 2014年（平成26年）3月19日：上下ホーム共に庭瀬方ホーム幅が拡幅される。
- 2016年（平成28年）4月13日：CTC化に伴い整備されたLED式発車標が改札口とホームに新設。
- 2020年（令和2年）9月：駅ナンバリングを導入し、使用を開始[1][2]。
- 2021年（令和3年）7月1日：駅業務がJR西日本岡山メンテックからJR西日本中国交通サービスへ移管[3]。
- 2024年（令和6年）
  - 9月26日：みどりの窓口の営業を終了[4][5]。
  - 9月27日：みどりの券売機プラスを導入[4]。

## 駅構造

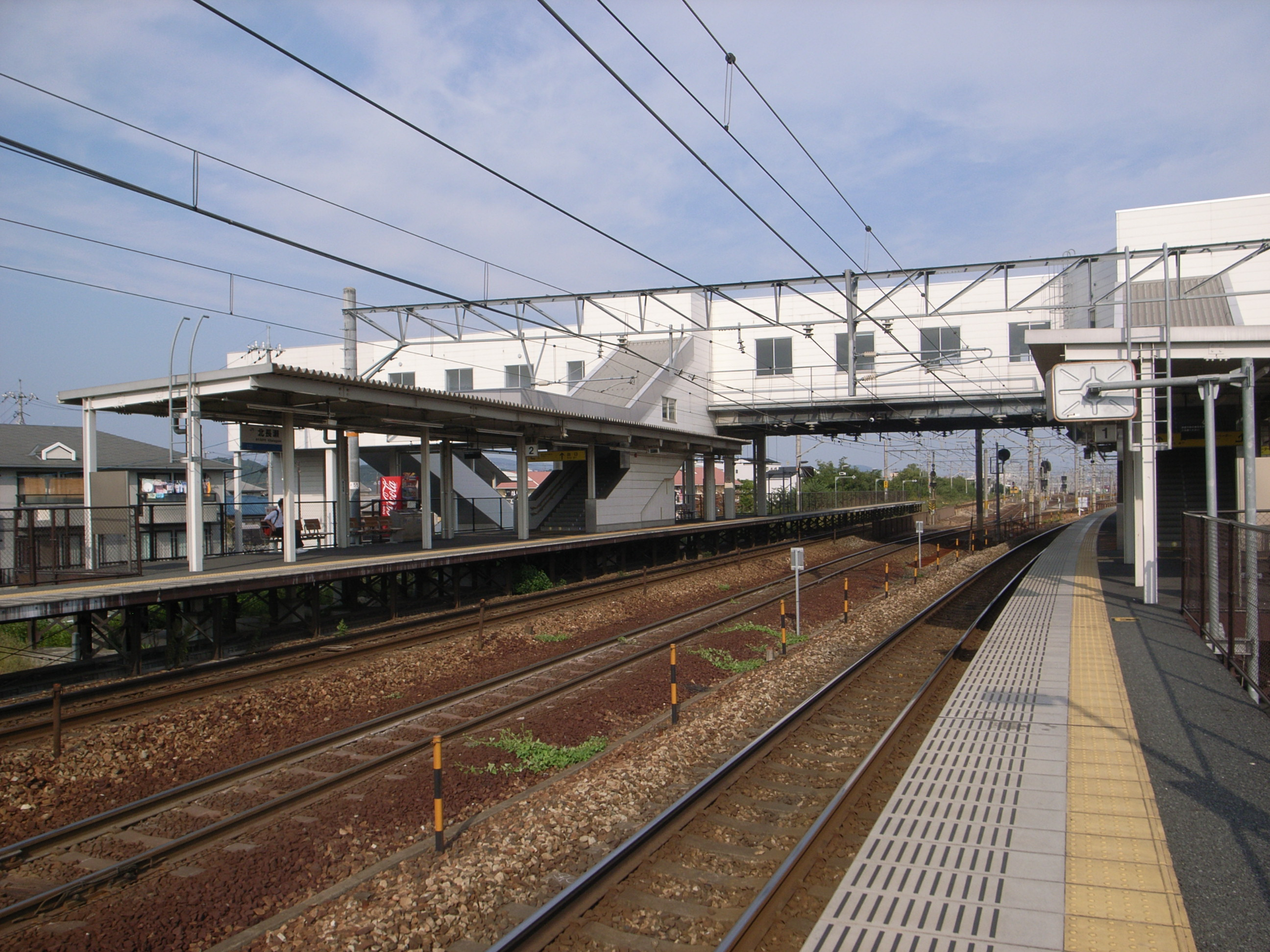
プラットホーム（2010年10月）

相対式ホーム2面2線を有する地上駅。橋上駅舎を備える。分岐器や絶対信号機を有さないため、停留所に分類される（中線のように見える線路は、後述するように岡山貨物ターミナル駅の設備である）。
岡山駅が管理し、JR西日本中国交通サービスが駅業務を受託する業務委託駅である。みどりの券売機プラス設置駅で、ICOCA及び相互利用対象ICカードも利用可能。改札内に自動精算機、改札外にICOCA入金機設置。なお窓口営業時間外の場合でも特別改札で駅員が派遣され、集札する場合がある。
以前は倉敷駅（管理駅）・中庄駅（地区駅）が管理していたが、行政区域と管理区域を整合させるため、2010年7月から岡山駅管理に移行した。
駅舎は白が基調の外観で、広い南口階段には大屋根がある等、近年開業した岡山市内の新駅に比べ豪華な作りとなっている。エレベーターと車椅子対応トイレも完備し、バリアフリー化が図られている。
下りホームは線路に合わせてカーブしており、カントのため列車がホーム側に傾いて入線するため、列車が近付くとホームに沿って配置された黄色いマーカーランプが点滅し、その後 注意を促す構内アナウンスが流れる。上下本線の間には岡山貨物ターミナル駅下り引上線があり、度々貨物列車の入換作業が行われる。

### のりば
| のりば | 路線                     | 方向 | 行先               |
| ------ | ------------------------ | ---- | ------------------ |
| 1      | 山陽本線                 | 下り | 福山方面           |
| 1      | 伯備線                   | 下り | 総社・備中高梁方面 |
| 2      | 山陽本線 （ 伯備線含む） | 上り | 岡山方面           |

## 利用状況
近年の1日平均乗車人員の推移は以下の通り。
| 乗車人員推移 | 乗車人員推移 |
| 年度         | 1日平均人数  |
| ------------ | ------------ |
| 2006         | 1,600        |
| 2007         | 1,913        |
| 2008         | 2,242        |
| 2009         | 2,422        |
| 2010         | 2,730        |
| 2011         | 2,975        |
| 2012         | 3,191        |
| 2013         | 3,411        |
| 2014         | 4,043        |
| 2015         | 4,021        |
| 2016         | 4,182        |
| 2017         | 4,352        |
| 2018         | 4,470        |
| 2019         | 4,715        |
| 2020         | 4,027        |
| 2021         | 4,153        |

## 駅周辺

### 南口

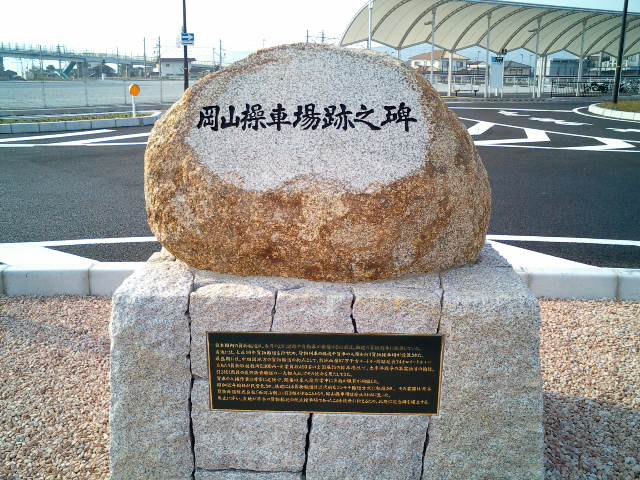
南口前にある碑

操車場跡地の東寄りに岡山ドームがあり、更に東遠方には市街地中心部を見渡すことが出来る。2015年（平成27年）2月6日に有料駐輪場がオープンし、その西側に岡山市立市民病院が同年5月7日に新築移転し、南口2階コンコースから市民病院へのペデストリアンデッキが設けられている。また岡山に本部を置く木下大サーカスの岡山公演開催時は、駅のすぐ東側にある操車場跡地の空き地が使われていた。この空き地部分とその他の使用されていない部分（アクションスポーツパーク岡山だった場所）の活用法では、岡山市が策定した岡山操車場跡地整備基本計画で大和リースの意見が採用され、2019年（令和元年）6月27日にブランチ岡山北長瀬が開業した。

#### ブランチ岡山北長瀬
北長瀬駅前にある、大和リースによる「ブランチ」ブランドのショッピングセンター。主要テナントは以下の通り。
- マツモトキヨシ ブランチ岡山北長瀬店
- キャンドゥ ブランチ岡山北長瀬店
- アカチャンホンポブランチ北長瀬店

その他の店舗については、ブランチ岡山北長瀬の公式サイトを参照

#### その他の周辺施設
- ジェームス西岡山店
- ザグザグ北長瀬店
- 岡山ドーム
- 岡山西部総合公園（建設中）
- 総合病院岡山市立岡山市民病院
  - タリーズコーヒー岡山市民病院店

その他、処方箋薬局が立ち並んでいる。
- 問屋町（徒歩約10分)
  - 岡山県卸センター・問屋町テラス

### 北口
南口と違い住宅や小規模の工場等が密接し商店は無く、少し離れると田畑が広がる長閑な風景となる。北へ山陽新幹線高架をくぐり10分程歩くと県道川入巌井線に当たり、沿線は岡山西警察署・岡山市西消防署とロードサイド店が集積する。
北へ1km強進むと、吉備線（桃太郎線）大安寺駅がある。
南口の駐輪場は有料であるのに対し、北口の駐輪場は無料である。北口は簡易駐輪場であるため路面の舗装は成されているものの屋根が無く、自転車専用となっている。

#### 周辺施設
- 岡山県立岡山大安寺中等教育学校
- JR西日本岡山電車区
- JR西日本博多総合車両所岡山支所

## バス路線
南口ロータリーに以下の路線バスが乗入れる。
- 岡電バス
  - 002：平田・大元駅法務局入口・市役所・岡山駅（当バス停が始発）
  - 023：平田・大元駅法務局入口・市役所・岡山駅・天満屋（当バス停が始発）
    - 平日20時台、土日祝19時台以降の出発便は岡山駅や天満屋には行かず、途中の大元駅法務局入口バス停が終点となる。
- 岡電バス・両備バス・下電バス（共同運行）
  - 054・E54：中庄駅
  - E12：倉敷駅
  - 001・E12・E54・E84：天満屋・岡山駅
  - E56：イオン・岡山駅
- 県道162号岡山倉敷線経由の2路線は北長瀬駅を経由しない便が多く、経由しない便を利用する際は同県道上にある中仙道バス停を利用する必要がある[8]。
- 岡山市　妹尾駅行のバス(当バス停が始発)[9]

## その他
北長瀬駅南口ロータリーの中にある有料駐車場（駐車開始20分間は無料）は、2017年12月16日から公開開始した映画「8年越しの花嫁 奇跡の実話」（岡山県の劇場のみ12月9日から先行公開された）の中に病院の駐車場として登場する。

## 隣の駅
西日本旅客鉄道（JR西日本）
 山陽本線・ 伯備線（伯備線は倉敷駅まで山陽本線）
岡山駅 (JR-W01/JR-V01) - （貨）岡山貨物ターミナル駅 - 北長瀬駅 (JR-W02/JR-V02) - 庭瀬駅 (JR-W03/JR-V03)